# فیات اسکودو
فیات اسکودو (Fiat Scudo) خودرویی است که از سال ۱۹۹۵ تاکنون در فرانسه تولید شده‌است.